# Delphinium scabriflorum
Delphinium scabriflorum là một loài thực vật có hoa trong họ Mao lương. Loài này được D.Don mô tả khoa học đầu tiên năm 1821.